# The Firstborn Is Dead
The Firstborn Is Dead (с англ. — «Первенец мёртв») — второй студийный альбом австралийской рок-группы Nick Cave and the Bad Seeds, изданный в 1985 году. Название пластинки является отсылкой к Джесси Гарону Пресли, брату-близнецу Элвиса Пресли, творчеством которого Кейв увлёкся во время записи The Firstborn Is Dead. Джесси Гарон был первым ребёнком Верноны Пресли и умер во время родов.

## Песни
«Tupelo» основана на композиции Джона Ли Хукера с таким же названием, которая рассказывает о наводнении в Тьюпело, штат Миссисипи (родина Пресли). Песня Кейва рассказывает о событиях, начиная с рождения Элвиса и заканчивая Апокалипсисом и вторым пришествием Иисуса Христа. «Wanted Man» основана на песне Боба Дилана и Джонни Кэша, Кейв получил от них разрешение на изменение текста. Вариант Ника полон ссылок на его друзей, например, фотографа Полли Борланд.

## Список композиций
| №  | Название                              | Автор(ы)       | Длительность |
| -- | ------------------------------------- | -------------- | ------------ |
| 1. | «Tupelo»                              | Адамсон, Харви | 7:17         |
| 2. | «Say Goodbye to the Little Girl Tree» | Харви          | 5:10         |
| 3. | «Train Long-Suffering»                | Кейв           | 3:49         |
| 4. | «Black Crow King»                     | Баргельд, Кейв | 5:05         |

| №  | Название                | Автор(ы)                       | Длительность |
| -- | ----------------------- | ------------------------------ | ------------ |
| 1. | «Knockin’ on Joe»       | Кейв                           | 7:38         |
| 2. | «Wanted Man»            | Боб Дилан                      | 5:27         |
| 3. | «Blind Lemon Jefferson» | Адамсон, Баргельд, Харви, Кейв | 6:10         |

## Участники записи
Nick Cave and the Bad Seeds:
- Ник Кейв — вокал, губная гармоника
- Барри Адамсон — бас-гитара, гитара, орган, барабаны, бэк-вокал
- Бликса Баргельд — гитара, слайд-гитара, фортепиано, бэк-вокал
- Мик Харви — ударные, фортепиано, гитара, орган, бас-гитара, бэк-вокал